# Mónica Ríos i García
Mónica Ríos i García   (Castell d'Aro, Platja d'Aro i s'Agaró, 1977) és una diplomada en ciències empresarials per la Universitat de Girona. D'ençà el 2023 és diputada al Parlament de Catalunya (13a legislatura) pel Partit dels Socialistes de Catalunya.
Titulada superior en seguretat del treball i en ergonomia i psicosociologia aplicada al treball per l'Escola d'Enginyers de Girona. Regidora del PSC a l'Ajuntament de Castell i Platja d'Aro: de l'oposició (2011-2014), de Dinamització Comunitària i Participació Ciutadana (2015-2018) i actualment de Dinamització Comunitària i Participació Ciutadana i de Recursos Humans.